# Porongurup-Nationalpark
Der Porongurup-Nationalpark ist ein 25 km² großer Park im Südwesten von Western Australia, Australien.

## Lage
Der Park liegt etwa 360 km südöstlich von Perth und 40 km nördlich von Albany. Hier erheben sich zwei Gebirgszüge aus der großen südlichen Agrarebene Westaustraliens: die große Stirling Range im Norden mit dem gleichnamigen Nationalpark und die deutlich kleinere Porongurup Range etwa 30 km südlich. Die Granitfelsen des Gebirgszugs erstrecken sich in Ost-West-Richtung auf einer Länge von 12 km und sind an ihrem höchsten Punkt, dem Devils's Slide, 670 Meter hoch. Damit erheben sie sich etwa 400 Meter aus der umliegenden Ebene.

## Geologie
Die Porongurup Range besteht aus etwa 1,184 Mrd. Jahre altem Granit. Man nimmt an, dass der Granit aus einem geschmolzenen Teil der australischen Kontinentalplatte entstand, die unter hohem Druck in der Erdkruste abgekühlt ist. Erosion des umgebenden metamorphen Gesteins hat den Granit später als Bergkette freigelegt. Die Granitberge der Porongurup Range waren während des Eozän, als der Meeresspiegel über 100 m höher lag als heute, Inseln in einem Meer, das im Norden bis zur Stirling Range reichte.

## Geschichte
Der Name Porongurup ist abgeleitet von der Bezeichnung Purringorep der Aborigines, die in dieser Gegend seit Tausenden von Jahren leben. Der Name wurde von Kapitän Wakefield, der die erste Expedition in diese Gegend leitet, zum ersten Mal aufgezeichnet. Das Gebiet wurde 1971 mit einer ursprünglichen Fläche von 11,57 km² zum Nationalpark erklärt.

## Flora und Fauna
Karribäume (Eucalyptus diversicolor) wachsen an den oberen Hängen in dem tiefen roten Boden, auch „Karri“ genannt. Fossile Pollen weisen darauf hin, dass die Karribäume während einer feuchteren Periode in der Erdgeschichte weiter verbreitet waren als heute. Als das Klima trockener wurde, verschwanden die Karris mehr und mehr. Nur an Orten mit günstigem Boden konnte diese Baumart überleben. Die Porongurup Range ist eine solche „Insel“ mit Karri-Wald.
Der größte Teile der 750 Pflanzenarten findet sich aber in den Jarrah- und Marri-Wäldern an den tiefer gelegenen Lateritböden, darunter viele Akazien- und Hoveabüsche. Im Nationalpark kommen 55 Orchideenarten und 50 Arten aus der Familie der Silberbaumgewächse, darunter aus den Gattungen Banksia, Dryandra, Hakea und Grevillea vor.